# Willy Daetwyler

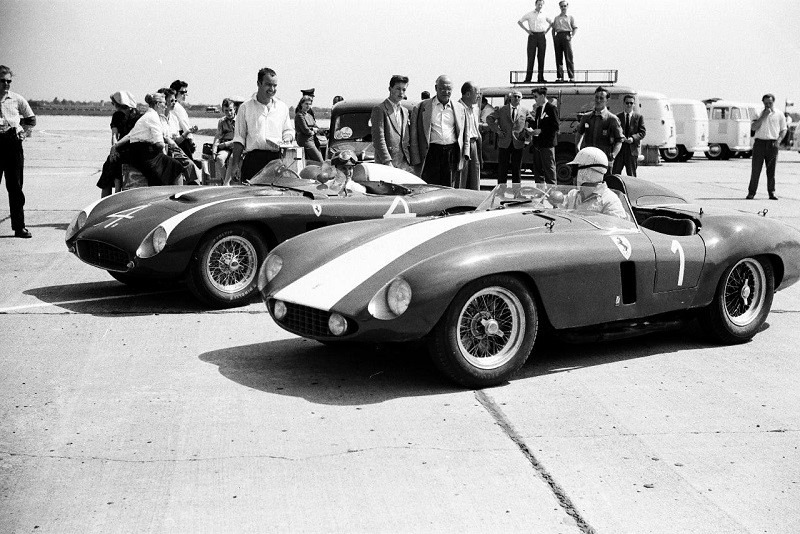
Willy Daetwyler im Ferrari 750 Monza (#1) vor dem Start zum Flugplatzrennen Wien-Aspern 1957

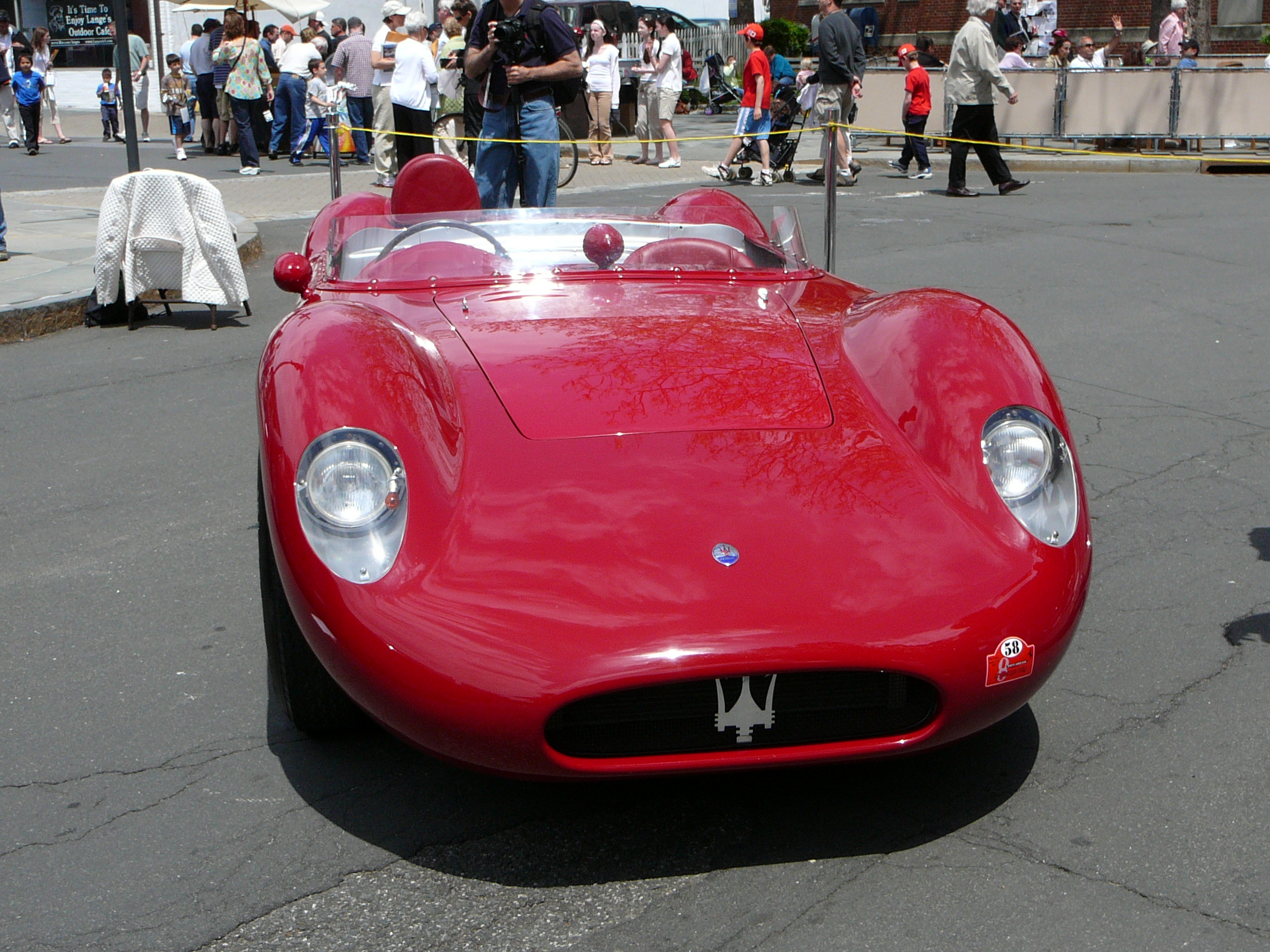
Maserati 200SI. Mit einem solchen gewann Willy Daetwyler 1957 die Europa-Bergmeisterschaft

William Peter Daetwyler (* 2. Juli 1919 in Zürich; † 17. Januar 2001 in Monte Carlo) war ein Schweizer Autorennfahrer und Unternehmer.

## Karriere
Willy Daetwyler wurde als Kind einer vermögenden Schweizer Familie geboren. Sein Vater war Inhaber und Geschäftsführer der Zürcher Lagerhaus AG. Daetwylers Interesse am Motorsport sorgte für lange Konflikte zwischen Sohn und Vater, der die Leidenschaft des Sohnes für schnelle Sportwagen nicht teilte. 
Sein erstes Rennen fuhr Daetwyler 1948 auf der Bremgarten-Rundstrecke bei Bern, wo er bei einem Sportwagenrennen den achten Gesamtrang belegte. Auf der dieser Rennstrecke gewann er ein Jahr später mit dem Grossen Preis von Bremgarten auf einem 4,5-Liter-Alfa Romeo sein erstes Rennen.
1950 gewann er seine erste Schweizer-Sportwagenmeisterschaft; einen Wettbewerb, den er insgesamt sechsmal für sich entscheiden konnte. Eine Karriere im Monopostosport kam nicht zustande. Das lag einerseits an der Körpergrösse des Schweizers, der mit 1,92 Meter für viele Fahrzeuge der Formeln 1 und 2 zu groß war. 1953 starb außerdem sein Vater und er musste die Leitung des Unternehmens übernehmen. 
Daetwyler fuhr jedoch weiterhin Sportwagenrennen und erhielt 1957 einen Werksvertrag bei Maserati, um für die italienische Werksmannschaft bei der von der FIA wiederbelebten Europa-Bergmeisterschaft an den Start zu gehen. Mit dem Maserati 200SI sicherte er sich gegen die Konkurrenz von Porsche, mit den Fahrern Hans Herrmann, Wolfgang Graf Berghe von Trips und Richard von Frankenberg, den ersten Titel eines Berg-Europameisters nach dem Zweiten Weltkrieg. 
Einmal ging Daetwyler auch für die Scuderia Ferrari an den Start. 1957 siegte er auf einem Ferrari 750 Monza beim Flugplatzrennen Wien-Aspern. Mit dem Rückzug von Maserati vom internationalen Motorsport Ende 1957 endete auch die Motorsportkarriere Daetwylers, der sich 1958 vom aktiven Sport zurückzog, um sich forthin ausschließlich um den Familienbetrieb zu kümmern. Daetwyler starb im Januar 2001 in Monte Carlo.